# Enrico Berrè
Enrico Berrè (* 10. listopadu 1992 Řím, Itálie) je italský sportovní šermíř, který se specializuje na šerm šavlí. Itálii reprezentuje od roku 2013. V roce 2013 obsadil třetí místo na mistrovství Evropy v soutěži jednotlivců. S italským družstvem šavlistů vybojoval v roce 2015 titul mistra světa a v roce 2013 a 2014 titul mistra Evropy.